# Assyriska FF
Assyriska Föreningen (Assyriska FF) es un equipo de fútbol de Suecia de la ciudad de Södertälje. El Club fue fundado en 1971, actualmente juega en la Superettan.

## Jugadores

### Plantilla 2015/2016
- = Lesionado de larga duración
- = Capitán

- Datos: Q746046
- Multimedia: Assyriska FF / Q746046